# 卡爾 (印地安納州)
卡爾（英語：Cale）是位於美國印地安納州馬丁縣的一個非建制地區。該地的面積和人口皆未知。